# Били Медисън
„Били Медисън“ (на английски: Billy Madison) е американски игрален филм (комедия) от 1995 година на режисьора Тамра Дейвис, по сценарий на Адам Сандлър и Тим Херлихи. Музиката е композирана от Ранди Еделман. Във филма участват Адам Сандлър, Брадли Уитфорд, Джош Мостел, Бриджит Уилсън, Норм Макдоналд, в неговия дебют в пълнометражния филм и Дарън Макгавин. Филмът излиза на екран от 10 февруари 1995 г.

## Актьорски състав
| Изпълнител     | Роля                   |
| -------------- | ---------------------- |
| Адам Сандлър   | Били Медисън           |
| Дарън Макгавин | Браян Медисън          |
| Бриджит Уилсън | Вероника Вон           |
| Джош Мостел    | Директор Макс Андерсън |
| Норм Макдоналд | Франк                  |
| Марк Белтцман  | Джак                   |
| Лари Ханкин    | Карл Алфонс            |
| Тереза Мерит   | Хуанита                |
| Джим Дауни     | Директор/Съдия         |
| Стив Бушеми    | Пийт                   |
| Крис Фарли     | Шофьор на автобус      |

## Дублажи

### bTV
| Озвучаващи артисти | Александър Воронов Борис Чернев Иван Танев |

### Диема Вижън
| Преводач            | Саша Добрева                                                               |
| Тонрежисьор         | Венцислав Станков                                                          |
| Режисьор на дублажа | Димитър Кръстев                                                            |
| Озвучаващи артисти  | Ани Василева Силвия Русинова Николай Николов Силви Стоицов Димитър Иванчев |

### Медия линк
| Преводач            | Антония Халачева                                                          |
| Тонрежисьор         | Стамен Янев                                                               |
| Режисьор на дублажа | Михаела Минева                                                            |
| Озвучаващи артисти  | Златина Тасева Яница Митева Александър Воронов Тодор Георгиев Васил Бинев |